# Okręg Thionville-Ouest
Okręg Thionville-Ouest (fr. Arrondissement de Thionville-Ouest) – okręg w północno-wschodniej Francji istniejący w latach 1901–2014. Populacja wynosiła 119 tysięcy. 1 stycznia 2015 roku okręg Thionville-Ouest został zlikwidowany i włączony do nowego, większego okręgu okręgu Thionville.

## Podział administracyjny
W skład okręgu wchodziły następujące kantony:
- Algrange,
- Fameck,
- Florange,
- Fontoy,
- Hayange,
- Moyeuvre-Grande.